# Tetracanthella orientalis
Tetracanthella orientalis är en urinsektsart som beskrevs av Olga M. Martynova 1977. Tetracanthella orientalis ingår i släktet Tetracanthella och familjen Isotomidae. Inga underarter finns listade i Catalogue of Life.